# Скарфа
Скарфа (грч. Σκάρφη) је личност из грчке митологије.

## Етимологија
Име Скарфа има значење „црна чемерика“.

## Митологија
Према Аполодору, била је једна од могућих супруга Есона и Јасонова мајка. Друга имена су Амфинома, Перимеда, Алкимеда, Полимеда, Полимела, Полифема и Арна.